# Kägeluddens metrostation
Kägeludden (finska: Keilaniemi) är en metrostation inom Helsingfors metro som togs i bruk år 2017. Stationen, som har två ingångar, ligger intill Fortums tidigare huvudkontor i stadsdelen Otnäs i Esbo och innertaket har utsmyckats med ett konstverk av lysrör av konstnärsparet Grönlund–Nisunen.